# Krugerjev narodni park
Krugerjev narodni park (afrikansko: [ˈkry.(j)ər]) je južnoafriški narodni park in eden največjih rezervatov za divjad v Afriki. Pokriva površino 19.623 km2 v provincah Limpopo in Mpumalanga v severovzhodni Južni Afriki in se razteza 360 km od severa proti jugu in 65 km od vzhoda proti zahodu. Upravni sedež je v Skukuzi. Območja parka je vlada Južnoafriške republike prvič zaščitila leta 1898, leta 1926 pa je postal prvi narodni park v Južni Afriki.
Zahodno in južno od Krugerjevega narodnega parka sta dve južnoafriški provinci Limpopo in Mpumalanga. Na severu je Zimbabve, na vzhodu pa Mozambik. Zdaj je del čezmejnega parka Veliki Limpopo, mirnega parka, ki povezuje Krugerjev narodni park z narodnim parkom Gonarezhou v Zimbabveju in narodnim parkom Limpopo v Mozambiku.
Park je del zavarovanega območja Biosfera od Krugerja do kanjonov, območja, ki ga je Unesco določil za biosferni rezervat.

## Zgodovina

### Rezervat divjadi Sabi (1898–1926)
Rezervat divjadi Sabi je bil prvotno ustanovljen za nadzor lova in zaščito vse manjšega števila živali na tem območju. Rezervat je bil v južni tretjini sodobnega parka. James Stevenson-Hamilton je leta 1902 postal prvi upravnik rezervata. Rezervat Singwitsi, poimenovan po reki Shingwedzi in zdaj v severnem delu Krugerjevega narodnega parka, je bil razglašen leta 1903. V naslednjih desetletjih so bila iz rezervata odstranjena vsa avtohtona plemena, v 1960-ih so bila zadnja odstranjena v Makulekeju v trikotniku Pafuri. Leta 1926 so se rezervat divjadi Sabi, sosednji rezervat divjadi Shingwedzi in kmetije združili v Krugerjev narodni park.
Leta 1923 so prve večje skupine turistov začele obiskovati rezervat divjadi Sabi, vendar le v okviru priljubljenih tur Round in Nine južnoafriških železnic. Turistični vlaki so vozili po železniški progi Selati med Komatipoortom na meji z Mozambikom in Tzaneenom v takratnem severnem Transvaalu.

### Krugerjev narodni park
Krugerjev narodni park je bil razglašen leta 1918. Ustanovljena je bila komisija za njegovo načrtovanje in razvoj. Prvi sekretar komisije je bil javni uslužbenec Johannes Andries (Dries) de Ridderc. Upravnik James Stevenson-Hamilton se je 30. aprila 1946 upokojil po 44 letih dela kot upravnik Krugerjevega parka. Zamenjal ga je polkovnik J. A. B. Sandenbergh iz južnoafriških letalskih sil. Leta 1959 so se začela dela za popolno ograjevanje meja parka. Dela so se začela na južni meji vzdolž reke Crocodile, leta 1960 pa sta bili ograjeni zahodna in severna meja, nato pa še vzhodna meja z Mozambikom. Namen ograje je bil zajeziti širjenje bolezni, olajšati mejno patruljiranje in preprečiti gibanje krivolovcev.[10]
Območje Makuleke v severnem delu parka je vlada leta 1969 prisilno odvzela ljudstvu Makuleke in približno 1500 jih je bilo preseljenih na jug, da bi se njihova prvotna plemenska območja lahko vključila v širši Krugerjev narodni park.
Leta 1996 je pleme Makuleke vložilo zahtevek za zemljišče za 198,42 km2 (19.842 ha), in sicer za regijo Pafuri ali Makuleke v najsevernejšem delu parka. Zemljišče je bilo vrnjeno ljudstvu Makuleke, vendar se je odločilo, da se nanj ne bo preselilo, temveč da bo sodelovalo z zasebnim sektorjem za naložbe v turizem. To je privedlo do izgradnje več lovskih koč, od katerih prejemajo licenčnine.
Konec 1990-ih so ograje med Krugerjevim parkom in rezervatom divjadi Klaserie, rezervatom divjadi Olifants in naravnim rezervatom Balule odstranjene in vključene v Veliki Krugerjev park, rezervatu pa je bilo dodanih 400.000 ha (4000 km2). Leta 2002 so bili Krugerjev narodni park, narodni park Gonarezhou v Zimbabveju in narodni park Limpopo v Mozambiku vključeni v mirni park, Čezmejni park Veliki Limpopo.

## Lega in geografija
Park leži na severovzhodu Južne Afrike, v vzhodnih delih provinc Limpopo in Mpumalanga. Phalaborwa v Limpopu je edino mesto v Južni Afriki, ki meji na narodni park. Je eden največjih narodnih parkov na svetu, s površino 19.485 km2. Park je dolg približno 360 km, povprečna širina pa je 65 km. Na najširši točki je park od vzhoda proti zahodu širok 90 km. Severno in južno od parka dve reki, Limpopo in reka CKrokodil, delujeta kot njuni naravni meji. Na vzhodu ga od Mozambika ločuje gorovje Lebombo. Njegova zahodna meja poteka vzporedno s tem gorovjem, oddaljeno približno 65 km. Nadmorska višina parka se giblje med 200 m na vzhodu in 840 m na jugozahodu blizu Berg-en-Dala. Najvišja točka v parku je hrib Khandzalive. Skozi park od zahoda proti vzhodu teče več rek, vključno s Sabie, Olifants, Letaba in Luvuvhu, medtem ko reki Crocodile (Mpumalanga) in Limpopo tečeta vzdolž meje parka.
Podnebje Krugerjevega narodnega parka in nižinskega velda je subtropsko/tropsko, natančneje vroče polsušno podnebje (Köppen BSh). Poletni dnevi so vlažni in vroči. Deževna sezona traja od septembra do maja. Spletna stran narodnega parka navaja september in oktober kot najbolj sušna obdobja, ki dosežejo vrhunec na začetku deževne sezone pozno oktobra. Ker se park razteza na 360 kilometrov od severa do juga, se podnebje po parku lahko razlikuje. Skukuza v južnem delu parka je skozi vse leto za približno 2 do 3 °C hladnejša kot Pafuri na severu, z bistveno več padavinami.

## Biodiverziteta

### Vegetacija
Rastlinstvo sestavljajo štiri glavna območja, ki približno ustrezajo štirim kvadrantom parka. Glavne tipe velda določajo padavinski gradient (400 do 750 mm na leto) in geološki substrati.
Grmovni mopane veld
Grmovni mopane pokriva skoraj celoten severovzhodni del parka.
Rdeča grmovna vrba in mopane veld
To območje leži v zahodni polovici parka, severno od reke Olifants. Dve najpomembnejši vrsti sta rdeča vrba (Combretum apiculatum) in mopane (Colophospermum mopane).
Trnovita drevesa in rdeča grmovna vrba veld
To območje leži med zahodno mejo in približno središčem parka južno od reke Olifants. Prevladujejo drevesa in grmovnice rodu Combretum, kot je rdeča vrba (Combretum apiculatum) in akacije, medtem ko je veliko dreves marula (Sclerocarya afra). Ob rekah in potokih prevladujejo akacije, zelo gost grm Nwatimhiri ob reki Sabie med Skukuzo in Spodnjim Sabiejem je zelo dober primer.
Trnovka in marula veld
Južno od reke Olifants v vzhodni polovici parka to območje zagotavlja najpomembnejše pašnike. Prevladujejo vrste, kot sta travi Themeda triandra in Panicum maximum, medtem ko so Acacia nigrescens, Combretum imberbe in marula (Sclerocarya afra) glavne drevesne vrste.

#### Lokalne vegetacijske združbe
Več manjših območij v parku ima značilno vegetacijo. Pretoriuskopski surveld in gorovje Malelane prejemata relativno veliko padavin. Tukaj izstopata srpasta grmovnica in akacija Terminalia sericea. Skupnosti peščenih veldov severovzhodno od Punda Marie so prav tako značilne, s široko paleto edinstvenih rastlinskih vrst. Grmovje porasle hribe ob reki Levuvhu prav tako varuje zanimivo floristično raznolikost in nekatere skoraj endemične vrste.

### Sesalci
Vseh pet velikih divjih živali najdemo v Krugerjevem narodnem parku, ki ima več vrst velikih sesalcev kot kateri koli drug afriški rezervat za divjad (147 vrst). Za opazovanje divjih živali so postavljene spletne kamere.
Kruger podpira krdelo ogroženega afriškega hijenskega psa, ki naj bi jih v celotni Južni Afriki živelo le okoli 400.
||lc=y}}
| Species                                                         | Število (2009) | Število (2010) | Število (2011)  |
| --------------------------------------------------------------- | -------------- | -------------- | --------------- |
| Črni nosorog (D. b. minor)                                      | 350            | 590–660        | –               |
| Črnorepi gnu (nominate ssp.)                                    | 9,612          | 11,500         | 6,400–13,100    |
| Nižinska zebra (E. q. chapmani)                                 | 17,797         | 26,500         | 23,700–35,300   |
| Imbabala Tragelaphus sylvaticus                                 | 500            | 500            | –               |
| Kafrski bivol (nominate ssp.)                                   | 27,000         | 37,500         | 37,130          |
| Navadni eland                                                   | 300            | 460            | 460             |
| Afriški savanski slon                                           | 11,672         | 13,700         | 13,750          |
| Južnoafriška žirafa (G. c. giraffa)                             | 5114           | 9000           | 6800–10.300     |
| Veliki kudu (nominate ssp.)                                     | 5798           | 9500           | 11.200–17.300   |
| Veliki povodni konj (H. a. capensis)                            | 3000           | 3100           | 3100            |
| Impala (nominate ssp.)                                          | 150.000        | 120.000        | 132.300–176.400 |
| Kama (kongoni) (A. b. lichtensteinii) Alcelaphus buselaphus     | –              | 50             | –               |
| gorska trstikarska antilopa (nominate ssp.) redunca fulvorufula | –              | 150            | 150             |
| Niala                                                           | –              | 300            | 300             |
| Konjska antilopa (nominate ssp.)                                | –              | 90             | 90              |
| Črna grivasta antilopa (nominate ssp.) Hippotragus niger        | –              | 290            | 290             |
| Svinja bradavičarka (P. a. sundevallii)                         | –              | 3500           | 3100–5700       |
| elipsasta obvodna antilopa (nominate ssp.) Kobus ellipsiprymnus | 5000           | 5500           | 3100–7800       |
| Beli nosorog (C. s. simum)                                      | 7000 to 12.000 | 10.500         | –               |
| Afriški hijenski pes (nominate ssp.)                            | 240            | –              | 120             |
| Gepard (nominate ssp.)                                          | 120            | 120            | 120             |
| Nilski krokodil                                                 | –              | 4420           | 4420            |
| Leopard (nominate ssp.)                                         | 2000           | 1000           | 1000            |
| Lev (Panthera leo melanochaita)                                 | 2800           | 1600           | 1620–1720       |
| Lisasta hijena                                                  | 2000           | 3500           | 5340            |

### Ptice
Od južnih do osrednjih območij parka je prisotna dokaj enotna skupina ptičjih vrst, vendar je v ravninah, kjer prevladujejo mopani, severno od reke Olifant opazen upad raznolikosti. Večina vrst se razmnožuje poleti, ko deževje ohranja večino rastlinske in živalske hrane, večje ptice roparice pa se nasprotno razmnožujejo v suhi zimi, ko je njihov plen najbolj izpostavljen. Od 507 vrst ptic, ki jih najdemo v Krugerju, jih je 253 stalnih, 117 negnezdečih selivk in 147 nomadskih.
Park, ki sestavlja južni nižinski del parka, je glede ornitavne afinitete večinoma povezan s tropskim severom. Nekateri predstavniki te skupine so afriški špranjekljun (anastomus lamelligerus), kapucasti jastreb (Necrosyrtes monachus), Dickinsonova postovka (Falco dickinsoni), belokronasta priba (Vanellus albiceps), papiga Poicephalus fuscicollis, Centropus senegalensis, Eurystomus glaucurus, trobentač Bycanistes bucinator, Neafrapus boehmi, Laniarius aethiopicus, Mevesov škorec (Lamprotornis mevesii) in Chalcomitra senegalensis. Približno 30 vrst vodnih ptic in pobrežnikov je odvisnih od rek ali pripadajočih jezov, vključno z Podica senegalensis, belohrbto nočno čapljo (Calherodius leuconotus), pribo Calherodius leuconotus in Burhinus vermiculatus. Druge vrste so omejene na obrečno goščavo ali gozd, vključno z Aerospiza tachiro, čopasto pegatko Guttera sp., natalskim frankolinom (Pternistis natalensis), Apaloderma narina, ribjo sovo (Scotopelia peli)), Tychaedon quadrivirgata, Phyllastrephus terrestris in Platysteira peltata. Ta habitat se pogosto zmanjša zaradi suše ali poplav ali pa podrast odprejo sloni.
Nekatere večje ptice potrebujejo velika ozemlja ali so občutljive na degradacijo habitata. Šest teh ptic, ki so večinoma omejene na Krugerjev narodni park in druga obsežna ohranitvena območja, je bilo dodeljenih domiselni skupini, imenovani Velikih šest ptic. To so nubijski jastreb (Torgos tracheliotos), afriški orel, afriška sedlarica, orjaška droplja, južni talni kljunorožec (Bucorvus leadbeateri) in ribja sova, ki je lokalizirana in redko videna. Zračni pregled leta 2011 je odkril 22 gnezdišč afriških orlov, pregled leta 2015 dodatnih 17, medtem ko je pregled leta 2020 odkril skupno 70 gnezdišč, čeprav njihova aktivnost še ni določena. V parku je od 25 do 30 gnezdišč afriških sedlaric, poleg peščice negnezdišč. Leta 2012 se je po parku potikalo 178 družinskih skupin južnih talnih kljunorožcev in znanih je bilo 78 gnezd, od katerih jih je bilo 50 % aktivnih. Študija iz leta 2013 je ocenila, da v parku gnezdi 904 parov belohrbtih jastrebov, 78 parov nubijskih jastrebov in 60 parov beloglavih jastrebov.

### Drugi vretenčarji
V Krugerju živi 114 vrst plazilcev, med njimi črna mamba, afriški skalni piton in 3000 nilskih krokodilov. Zaenkrat je poznavanje gostote in razširjenosti plazilcev, zlasti na manjših prostorskih skalah, omejeno zaradi pristranskosti vzorčenja, očitna pa je tudi močna odvisnost od javne infrastrukture parka. V parku najdemo 34 vrst dvoživk, pa tudi 49 vrst rib. Zambezijski morski pes, Carcharhinus leucas, znan tudi kot morski bik, je bil julija 1950 ujet na sotočju rek Limpopo in Luvuvhu. Zambezijski morski psi prenašajo sladko vodo in lahko potujejo daleč navzgor po rekah, kot je Limpopo.

### Nevretenčarji
V parku je avtohtonih 219 vrst metuljev in debeloglavčkov. Najhitrejši in najmočnejši med njimi spadajo v rod Charaxes, od katerih je bilo zabeleženih 12 vrst. Dobro sta zastopana tudi rodova Papilio in Acraea, s približno 10 oziroma 15 vrstami. Skupno število vrst Lepidoptera v parku ni znano, vendar bi lahko bilo približno 7000, od katerih jih je veliko razširjenih v afriški savani. Gonimbrasia belina v severni polovici parka je eden najbolj znanih, skupnosti zunaj parka pa so včasih dobile dovoljenja za nabiranje njihovih gosenic. Park ima veliko raznolikost termitov in znanih je 22 rodov, vključno z rodovi Macrotermes, Cubitermes, Amitermes, Odontotermes in Trinervitermes, ki gradijo gomile. V gnezdih termitov, vzhodno od Phalaborwe in v bližini počivališča Mopani, so odkrili novo vrsto Ctenorillo meyeri. To je prvi primer termitofilne vrste iz družine Armadillidae. V parku se pojavlja veliko vrst komarjev, vključno z rodovi Culex, Aedes in Anopheles, ki ciljajo na sesalce. A. arabiensis je najpogostejša od 9 ali več vrst Anopheles v parku, njihove samice pa prenašajo malarijo.
As of 2018, 350 species of arachnids, excluding ticks and mites, are known from Kruger. Od leta 2018 je iz Krugerja znanih 350 vrst pajkovcev, razen klopov in pršic. To so večinoma pravi pajki, vključno s 7 vrstami 'Harpactirinae, pa tudi 9 vrstami škorpijonov in 7 vrstami psevdoškorpijonov, 18 vrstami Solifugae, 2 vrsti Opiliones in 1 vrsta Amblypygi.

## Grožnje
Ekosistem parka je izpostavljen številnim grožnjam, vključno z intenzivnim krivolovom, urbanizacijo na njegovih mejah, globalnim segrevanjem in sušami, prenaseljenostjo živali in rudarskimi projekti.
Svetlobno onesnaženje, ki ga povzročajo počitniški kampi in bližnja mesta, vpliva na biotsko raznovrstnost Krugerjevega narodnega parka. Zlasti spreminja sestavo nočnih prostoživečih živali in lovsko vedenje plenilcev. Leta 2022 je bilo napovedano, da je v bližini zahodne meje parka načrtovana gradnja mesta Nkosi, vrednega 8 milijard randov.
Poplave ali dvigovanje sten jezov Massingir in Corumana v Mozambiku bi lahko z zamuljevanjem poškodovale neokrnjene soteske rek Olifants oziroma Sabie. Soteska reke Olifants ima globoko, enojno, tolmunsko strukturo s hitrim tokom, v kateri živi veliko krokodilov, poleg povodnih konjev in rib. Populacijo rib v reki Olifants so že zmanjšale stotine jezov v njenem zgornjem toku.[55]

## Vrata v Krugerjev park
Krugerjev narodni park ima naslednja vrata:
| Imw                   | Cesta                      | Iz mesta       | koordinate                                    |
| --------------------- | -------------------------- | -------------- | --------------------------------------------- |
| Crocodile Bridge Gate | na podaljšku Rissik Street | iz Komatipoort | 25°21′30″S 31°53′37″E / 25.35833°S 31.89361°E |
| Malelane Gate         | na R570 ob avtocesti N4    | blizu Malelane | 25°27′43″S 31°31′59″E / 25.46194°S 31.53306°E |
| Numbi Gate            | na R569                    | iz Hazyview    | 25°9′19″S 31°11′51″E / 25.15528°S 31.19750°E  |
| Phabeni Gate          | na R536                    | iz Hazyview    | 25°01′30″S 31°14′29″E / 25.02500°S 31.24139°E |
| Paul Kruger Gate      | na R536                    | iz Hazyview    | 24°58′53″S 31°29′7″E / 24.98139°S 31.48528°E  |
| Orpen Gate            | na R531                    | iz Klaserie    | 24°28′33″S 31°23′27″E / 24.47583°S 31.39083°E |
| Phalaborwa Gate       | na R71                     | iz Phalaborwa  | 23°56′44″S 31°9′54″E / 23.94556°S 31.16500°E  |
| Punda Maria Gate      | na R524                    | iz Thohoyandou | 22°44′18″S 31°0′33″E / 22.73833°S 31.00917°E  |
| Pafuri Gate           | na R525                    | iz Musina      | 22°24′1″S 31°2′29″E / 22.40028°S 31.04139°E   |

- Vrata Pafuri 
(najsevernejši vhod v park)
- Vrata Punda Maria
(še en severni vhod)
- Crocodile Bridge
(jugovzhodni vhod v park)
- Vrata Phabeni
(jugozahodni vhod v park)